# Canton de Ganges
Le canton de Ganges est une ancienne division administrative française située dans le département de l'Hérault, dans l'Arrondissement de Lodève depuis le 1er novembre 2009

## Historique
Depuis 2014, les communes du canton de Ganges sont rattachées au canton de Lodève.

## Composition
Il était composé des neuf communes suivantes :
| Nom                      | Code Insee | Intercommunalité                         | Superficie (km2) | Population (dernière pop. légale) | Densité (hab./km2) |
| ------------------------ | ---------- | ---------------------------------------- | ---------------- | --------------------------------- | ------------------ |
| Ganges (chef-lieu)       | 34111      | CC des Cévennes gangeoises et suménoises | 7,16             | 3 916 (2014)                      | 547                |
| Agonès                   | 34005      | CC des Cévennes gangeoises et suménoises | 4,16             | 253 (2014)                        | 61                 |
| Brissac                  | 34042      | CC des Cévennes gangeoises et suménoises | 44,13            | 621 (2014)                        | 14                 |
| Cazilhac                 | 34067      | CC des Cévennes gangeoises et suménoises | 11,69            | 1 481 (2014)                      | 127                |
| Gorniès                  | 34115      | CC des Cévennes gangeoises et suménoises | 29,31            | 123 (2014)                        | 4,2                |
| Laroque                  | 34128      | CC des Cévennes gangeoises et suménoises | 6,63             | 1 592 (2014)                      | 240                |
| Montoulieu               | 34171      | CC des Cévennes gangeoises et suménoises | 16,10            | 161 (2014)                        | 10                 |
| Moulès-et-Baucels        | 34174      | CC des Cévennes gangeoises et suménoises | 22,78            | 892 (2014)                        | 39                 |
| Saint-Bauzille-de-Putois | 34243      | CC des Cévennes gangeoises et suménoises | 18,16            | 1 910 (2014)                      | 105                |

## Historique
À la veille de la Révolution française, le canton de Ganges dépendait de l’évêché et de la viguerie de Montpellier. Lors de la création des départements, le canton de Ganges est initialement situé dans l'Hérault. En 1830, les habitants de la ville de Ganges demandent le rattachement au Gard. La municipalité et le conseil général du Gard donnent leur accord mais le conseil général de l'Hérault refuse. Néanmoins, une légende raconte que le 23 octobre 1790, un accord a eu lieu pour un échange entre le canton de Ganges et celui d’Aigues-Mortes qui donne au Gard un débouché maritime,.
De 1833 à 1848, les cantons de Claret et de Ganges n'avaient qu'un seul conseiller général. Le nombre de conseillers généraux par département était limité à 30.

## Représentation

### Conseillers généraux de 1833 à 2015
| Période          | Période      | Identité                                              | Étiquette            | Qualité |
| ---------------- | ------------ | ----------------------------------------------------- | -------------------- | --- |
| 1833             | 1842         | Auguste Duffours (1790-1868)                          |                      | Président du Tribunal civil de Montpellier |
| 1842             | 1848         | François-Frédéric Combres (1804-1874)                 | Républicain (Droite) | Propriétaire Maire de Valflaunès |
| 1848             | 1852         | Vicomte puis Comte Léon de Rodez-Bénavent (1809-1872) | Droite               | Propriétaire à Montpellier et à Cazilhac |
| 1852             | 1856         | Jean Bauchetet                                        |                      | Colonel, directeur des fortifications, Montpellier |
| 1856             | 1864         | Guillaume Bruguière                                   | Bonapartiste         | Maire de Ganges (1851-1863) |
| 1864             | 1872 (décès) | Vicomte puis Comte Léon de Rodez-Bénavent             |                      | Propriétaire à Montpellier et à Cazilhac |
| 29 décembre 1872 | 1883 (décès) | Marie Théophile de Rodez-Benavent                     | Légitimiste          | Avocat Propriétaire du château de Val-Marie à Cazilhac Député (1871-1876) Sénateur (1876-1879) Conseiller municipal de Montpellier |
| 1883             | 1904         | Emile Carrière                                        | Républicain          | Filateur. Maire de Ganges (1882-1896) |
| 1904             | 1940         | Henri de Rodez-Bénavent                               | Conservateur         | Propriétaire-viticulteur. Maire de Cazilhac Député (1919-1924 et 1928-1936) Nommé conseiller départemental en 1942 Président du conseil départemental (1942-1945) |
|                  |              |                                                       |                      | |
| 1945             | 1949         | Raymond Chauliac                                      | SFIO                 | Ingénieur des Arts et Métiers Conseiller municipal de Montpellier Ancien chef d’état-major régional des FFI |
| 1949             | 1973         | Louis Monna                                           | DVG                  | Secrétaire de mairie Maire de Ganges (1947-1977) |
| 1973             | 1985         | Paul Navarranne (1917-2005)                           | UDR puis RPR         | Chirurgien à Ganges |
| 1985             | 1998         | Louis Randon                                          | RPR                  | Entrepreneur en maçonnerie Maire de Ganges (1983-1989) |
| 1998             | 2015         | Jacques Rigaud                                        | PS                   | Agent immobilier. Maire de Ganges de 1992 à 2011 8e adjoint au maire de Ganges depuis juillet 2011 président de la Communauté de communes des Cévennes gangeoises et suménoises président de la commission de l'Aménagement durable du Territoire de la Politique foncière et du Logement social conseiller général délégué aux bâtiments départementaux Elu en 2015 dans le Canton de Lodève |

### Conseillers d'arrondissement (de 1833 à 1940)
Le canton de Ganges appartenait à l'arrondissement de Montpellier.
| Période                                  | Période      | Identité                                     | Étiquette   | Qualité |
| ---------------------------------------- | ------------ | -------------------------------------------- | ----------- | --- |
| 1833                                     | 1839         | Louis-Antoine Laget (de) Valdeson            |             | Négociant, juge de paix à Ganges                                                                            |
| 1839                                     | 1845         | Louis François de Darvieu (1808-1861)        |             | Notaire à Saint-Bauzille-de-Putois, propriétaire à Ganges                                                   |
| 1845                                     | 1848         | Louis Sabatier d'Estienne (1809-1875)        |             | Propriétaire foncier, maire de Ganges                                                                       |
| 1848                                     | 1868 (décès) | Ferdinand Ricard de Villarel (1793-1868)     |             | Propriétaire rentier à Montpellier et à Ganges, Président du Conseil d'arrondissement                       |
|                                          |              |                                              |             | |
| 1871                                     |              | Henri Fadat                                  |             | Notaire à Ganges                                                                                            |
| 1877                                     |              | Fulcrand Raymond Henri Caizergues            | Républicain | Juge au Tribunal civil de Montpellier                                                                       |
|                                          | 1893 (décès) | Gaston Granier (1823-1893)                   | Droite      | Propriétaire foncier, maire de Saint-Bauzille-de-Putois                                                     |
|                                          |              |                                              |             | |
| 1901                                     | 1933 (décès) | Louis Granier (fils du précédent, 1849-1933) | Droite-URD  | Docteur en médecine, Saint-Bauzille-de-Putois                                                               |
| 1933                                     | 1940         | Jean Granier                                 | Droite-PSF  | Directeur général de la compagnie d'assurances La Foncière, Saint-Bauzille-de-Putois                        |
| 1940                                     |              |                                              |             | Les conseils d'arrondissement ont été suspendus par la loi du 12 octobre 1940 et n'ont jamais été réactivés |
| Les données manquantes sont à compléter. |              |                                              |             | |

## Deux photos du canton
|  |  |

## Monuments ou sites
| - Grotte des Demoiselles (Saint-Bauzille-de-Putois) - Grotte de Labeil et aven des Lauriers (Laroque) - Château de Brissac | - Norias de Cazilhac - Musée de Ganges |

## Démographie
| 1962  | 1968  | 1975  | 1982  | 1990  | 1999  | 2006  | 2011   | 2012   |
| ----- | ----- | ----- | ----- | ----- | ----- | ----- | ------ | ------ |
| 8 437 | 8 300 | 7 191 | 7 116 | 7 412 | 8 384 | 9 628 | 10 564 | 10 713 |